# سوزان غراهام
سوزان غراهام (بالإنجليزية: Susan Graham)‏ هي معلمة موسيقى ومغنية ومغنية أوبرا وعازفة بيانو أمريكية، ولدت في 23 يوليو 1960 في روزويل في الولايات المتحدة.

## وصلات خارجية
- الموقع الرسمي
- سوزان غراهام على موقع IMDb (الإنجليزية)
- سوزان غراهام على موقع مونزينجر (الألمانية)
- سوزان غراهام على موقع ميوزك برينز (الإنجليزية)
- سوزان غراهام على موقع أول ميوزيك (الإنجليزية)
- سوزان غراهام على موقع ديسكوغز (الإنجليزية)